# Micropsectra mongolmeneus
Micropsectra mongolmeneus är en tvåvingeart som beskrevs av Sasa och Suzuki 1997. Micropsectra mongolmeneus ingår i släktet Micropsectra och familjen fjädermyggor. Inga underarter finns listade i Catalogue of Life.